# Deurnesche Courant
De Deurnesche Courant verscheen als nieuws- en advertentieweekblad voor Deurne en omgeving tussen 26 januari 1945 en 1 augustus 1947.
Het weekblad koos in de Deurnese Persstrijd de zijde van Antoon Coolen en noemde zich de opvolger van het tijdens de oorlog illegaal verschenen blad De Vrije Pers. Het blad werd uitgegeven door kantoorboekhandel Noud van den Eijnde aan de Molenstraat in Deurne en gedrukt bij drukkerij Schriks in Asten. De redactie bestond aanvankelijk uit Martin Hendriks uit Venraij, Joh. A.M. Schenk uit Amsterdam en de Deurnenaar Harry Swinkels. Later werd Hendriks hoofdredacteur en Frans Krämer verving de andere twee  redacteuren. Antoon Coolen gebruikte het blad herhaaldelijk als podium voor zijn zienswijze op de naoorlogse zuiveringen, maar trad nooit toe tot de redactie.